# Acrossocheilus parallens
Acrossocheilus parallens е вид лъчеперка от семейство Шаранови (Cyprinidae). Видът е незастрашен от изчезване.

## Разпространение
Разпространен е в Китай (Гуандун и Хайнан), Провинции в КНР и Тайван.

## Описание
На дължина достигат до 15,4 cm.